# Alangiaceae
Alangiaceae es una pequeña familia de árbolitos de dicotiledóneas, arbustos o lianas relacionada de cerca con la familia Cornaceae, comprende unas 20 especies en solo dos géneros:
- Alangium
- Metteninsa

El sistema APG II indica que Alangiaceae es sinónimo de Cornaceae, pero aún se le reconoce continuar con su nombre.